# Withius tenuimanus
Withius tenuimanus är en spindeldjursart som först beskrevs av Luigi Balzan 1892.  Withius tenuimanus ingår i släktet Withius och familjen Withiidae. Inga underarter finns listade i Catalogue of Life.